# Dębowe (rejon kamieniecki)
Dębowe, Dubowe (biał. Дубавое, Dubawoje; ros. Дубовое, Dubawoje) – wieś na Białorusi, w obwodzie brzeskim, w rejonie kamienieckim, w sielsowiecie Wołczyn, nad Pulwą i przy drodze republikańskiej R9.

## Historia
W XIX i w początkach XX w. położone były w Rosji, w guberni grodzieńskiej, w powiecie brzeskim, w gminie Wołczyn.
W dwudziestoleciu międzywojennym leżały w Polsce, w województwie poleskim, w powiecie brzeskim, w gminie Wołczyn.
Po II wojnie światowej w granicach Związku Sowieckiego. Od 1991 w niepodległej Białorusi.